# Pchu-tung
Pchu-tung (čínsky pchin-jinem Pǔdōng, znaky :浦东), je subprovinční nový obvod města Šanghaj v Čínské lidové republice, rozkládající se podél východního břehu řeky Chuang-pchu-ťiang, za níž je historické centrum města Pchu-si. Původně málo rozvinutá zemědělská oblast se začala od 90. let minulého století rapidně rozvíjet a brzy se stala obchodním a finančním centrem. Status subprovinčního nového obvodu má od roku 1993.
Ve čtvrti Pchu-tung je finanční a obchodní centrum Lu-ťia-cuej, Šanghajská burza a mnoho známých šanghajských staveb, jako Oriental Pearl Tower, mrakodrap Ťin Mao, Čínské muzeum umění nebo Shanghai World Financial Center.
Od roku 1999 zde funguje mezinárodní letiště Šanghaj Pchu-tung, které se postupně stalo provozně největším letištěm v rámci Šanghaje a zastínilo tak staré mezinárodní letiště Šanghaj Chung-čchiao v západní části města.

## Galerie

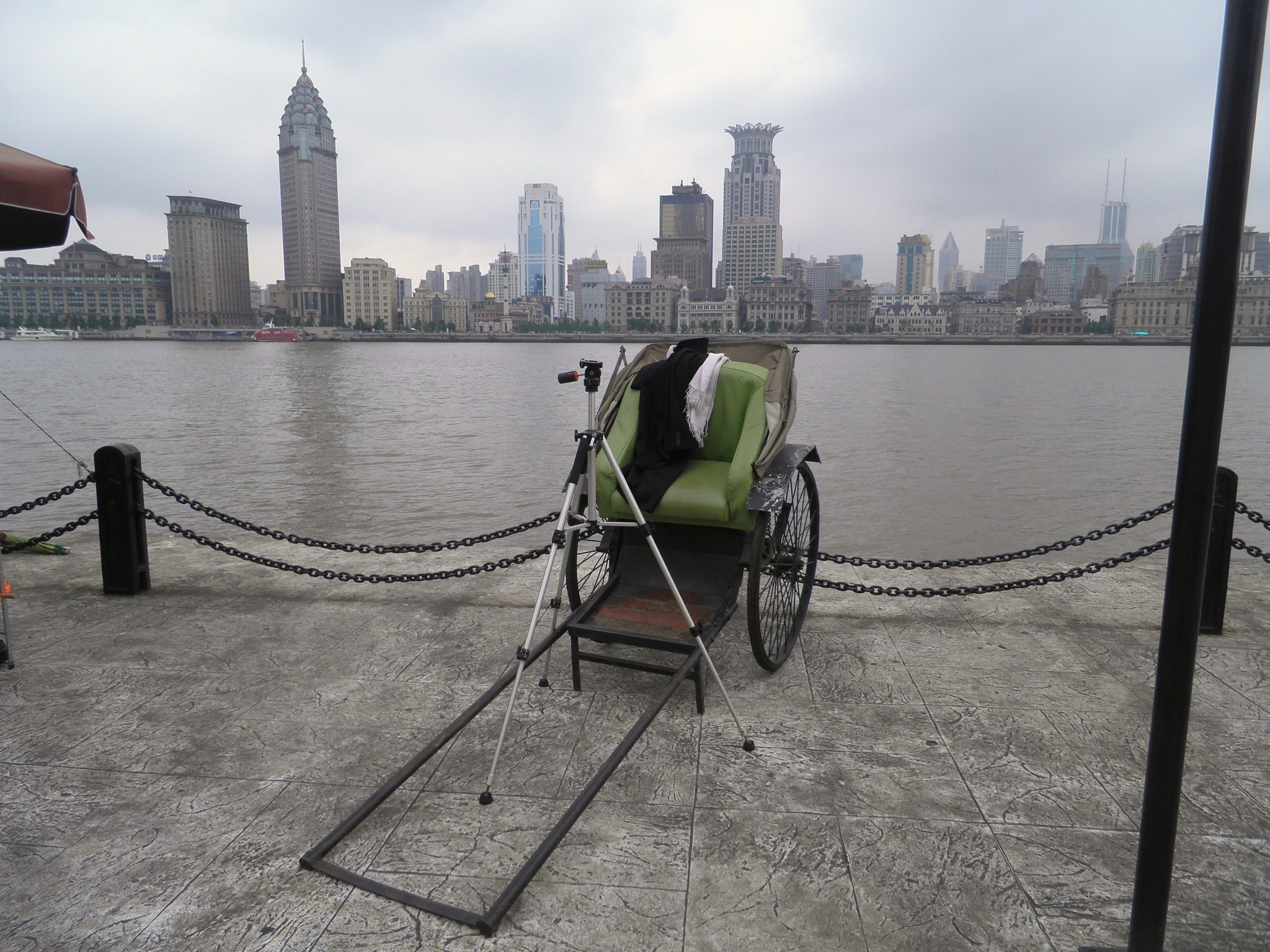
Nábřeží čtvrti Pchu-tung, v pozadí Bund